# Бидериц
Бидериц (нем. Biederitz) — община в Германии, в земле Саксония-Анхальт. 
Входит в состав района Йерихов. Подчиняется управлению Бидериц-Мёзер.  Население составляет 8453 человека (на 31 декабря 2010 года). Занимает площадь 10,94 км².